# Chopinova mezinárodní klavírní soutěž
Chopinova mezinárodní klavírní soutěž (polsky Międzynarodowy Konkurs Pianistyczny im. Fryderyka Chopina) je jedna z nejstarších a nejprestižnějších klavírních interpretačních soutěží.
Koná se ve Varšavě od roku 1927 a od roku 1955 se koná každých 5 let. Byla založena polským klavíristou Jerzy Żurawlewem a pojmenována po Fryderiku Chopinovi.

## Vítězové soutěže
| Rok  | 1. cena                                            | 2. cena                                   | 3. cena                            | 4. cena                                      | 5. cena                                    |
| ---- | -------------------------------------------------- | ----------------------------------------- | ---------------------------------- | -------------------------------------------- | ------------------------------------------ |
| 1927 | Lev Oborin                                         | Stanisław Szpinalski                      | Róża Etkin                         | Grigorij Ginzburg                            |                                            |
| 1932 | Alexandr Juninskij (losem)                         | Imre Ungár (losem)                        | Bolesław Kon                       | Abram Lufer                                  | Lajos Kentner                              |
| 1937 | Jakov Zak                                          | Roza Tamarkinová                          | Witold Małcużyński                 | Lance Dossor                                 | Agi Jambor                                 |
| 1942 | Soutěž se neuskutečnila                            | Soutěž se neuskutečnila                   | Soutěž se neuskutečnila            | Soutěž se neuskutečnila                      | Soutěž se neuskutečnila                    |
| 1949 | Bella Davidovičová Halina Czerny-Stefańská (ex-a.) | Barbara Hesse-Bukowska                    | Waldemar Maciszewski               | Georgij Muravljov                            | Władysław Kędra                            |
| 1955 | Adam Harasiewicz                                   | Vladimir Ashkenazy                        | Fou Ts'ong                         | Bernard Ringeissen                           | Naum Štarkman                              |
| 1960 | Maurizio Pollini                                   | Irina Zarická                             | Tanja Ačot-Harutunjanová           | Li Min-čchiang                               | Zinaida Ignaťjevová                        |
| 1965 | Martha Argerichová                                 | Arthur Moreira Lima                       | Marta Sosińská                     | Hiroko Nakamurová                            | Edward Auer                                |
| 1970 | Garrick Ohlsson                                    | Micuko Učidová                            | Piotr Paleczny                     | Eugene Indjic                                | Natalja Gavrilovová                        |
| 1975 | Krystian Zimerman                                  | Dina Joffeová                             | Taťjana Feďkinová                  | Pavel Gililov                                | Dean Kramer                                |
| 1980 | Dang Thai Son                                      | Taťjana Šebanovová                        | Arutjun Papazjan                   | cena neudělena                               | Akiko Ebiová Ewa Poblocká (ex-a.)          |
| 1985 | Stanislav Bunin                                    | Marc Laforet                              | Krzysztof Jabłoński                | Mičie Kojamová                               | Jean-Marc Luisada                          |
| 1990 | Neudělena                                          | Kevin Kenner                              | Jukio Jokojamová                   | Corrado Rollero Margarita Ševčenková (ex-a.) | Anna Malikovová Takako Takahašiová (ex-a.) |
| 1995 | cena neudělena                                     | Philippe Giusiano Alexej Sultanov (ex-a.) | Gabriela Monterová                 | Rem Urasin                                   | Rika Mijataniová                           |
| 2000 | Yundi                                              | Ingrid Fliterová                          | Alexandr Kobrin                    | Čchen Sa                                     | Alberto Nosè                               |
| 2005 | Rafał Blechacz                                     | cena neudělena                            | Lim Dong-hjek Lim Dong-min (ex-a.) | Šóhej Sekimoto Takaši Jamamoto (ex-a.)       | cena neudělena                             |
| 2010 | Julijanna Avdějevová                               | Lukas Geniušas Ingolf Wunder (ex-a.)      | Daniil Trifonov                    | Jevgenij Božanov                             | François Dumont                            |